# Wittenberg (Wisconsin)
Wittenberg (Hoocąk: Pac cinąk) és una població dels Estats Units a l'estat de Wisconsin. Segons el cens del 2000 tenia 1.177 habitants.

## Demografia
Segons el cens del 2000, Wittenberg tenia 1.177 habitants, 436 habitatges, i 272 famílies. La densitat de població era de 277,1 habitants per km².
Dels 436 habitatges en un 32,3% hi vivien nens de menys de 18 anys, en un 47,5% hi vivien parelles casades, en un 11% dones solteres, i en un 37,6% no eren unitats familiars. En el 33,3% dels habitatges hi vivien persones soles el 17,9% de les quals corresponia a persones de 65 anys o més que vivien soles. El nombre mitjà de persones vivint en cada habitatge era de 2,37 i el nombre mitjà de persones que vivien en cada família era de 3,02.
Per edats la població es repartia de la següent manera: un 24,8% tenia menys de 18 anys, un 6,5% entre 18 i 24, un 24,7% entre 25 i 44, un 15,3% de 45 a 60 i un 28,7% 65 anys o més.
L'edat mediana era de 40 anys. Per cada 100 dones de 18 o més anys hi havia 78,8 homes.
La renda mediana per habitatge era de 29.926 $ i la renda mediana per família de 40.074 $. Els homes tenien una renda mediana de 28.571 $ mentre que les dones 21.202 $. La renda per capita de la població era de 17.695 $. Aproximadament el 9,2% de les famílies i el 12,9% de la població estaven per davall del llindar de pobresa.

## Poblacions més properes
El següent diagrama mostra les poblacions més properes.